# Robert Lopez
Robert Lopez (New York, 23 febbraio 1975) è un musicista e compositore statunitense, attivo nel campo delle colonne sonore e dei musical teatrali.

## Biografia
Di origini filippine, ha iniziato l'attività di compositore verso la metà degli anni '90. È una delle poche persone a fregiarsi del titolo di "EGOT" cioè ad aver vinto i premi più importanti per ogni piattaforma, il Premio Oscar (2014) per il suo lavoro nel cinema, il Grammy Award (2012) per la musica, l'Emmy Award (2008 e 2010) per il suo lavoro in TV ed il Tony Award (2004 e 2011) per la sua produzione teatrale. È anche la persona ad aver raggiunto tale traguardo nel minor tempo (solo 10 anni) e alla più giovane età (39 anni e 7 giorni), nonché la prima a fregiarsi del titolo per due volte, completando il secondo EGOT nel 2018 vincendo l'Oscar alla miglior canzone. È conosciuto anche per essere il coautore dei musical The Book of Mormon e Avenue Q e per aver scritto le canzoni di Frozen - Il regno di ghiaccio e Frozen II - Il segreto di Arendelle.

### Vita privata
Nell'ottobre 2003 ha sposato Kristen Anderson-Lopez. La coppia ha due figli, Annie e Katie.

## Canzoni

### Cinema (in coppia con Kristen Anderson - Lopez)
- 2011 - Winnie the Pooh - Nuove avventure nel bosco dei 100 Acri, regia di Don Hall e Stephen Anderson;
- 2013 - Frozen - Il regno di ghiaccio, regia di Chris Buck e Jennifer Lee;
- 2015 - Frozen - Le avventure di Olaf, regia di Kevin Deters e Stevie Wermers;
- 2017 - Coco, regia di Lee Unkrich;
- 2019 - Frozen II - Il segreto di Arendelle, regia di Chris Buck e Jennifer Lee.

### Serie TV
- 2021 - WandaVision, regia di Matt Shakman e creata da Jac Scheaffer - (sigla d'apertura).

## Riconoscimenti
Premio Oscar
- 2013 - Migliore canzone (Let It Go) per Frozen - Il regno di ghiaccio
- 2018 - Migliore canzone (Remember Me) per Coco
- 2020 - Candidatura - Migliore canzone (Into the Unknown) per Frozen II - Il segreto di Arandelle

Critics' Choice Awards
- 2013 - Miglior canzone (Let It Go) per Frozen - Il regno di ghiaccio
- 2017 - Miglior canzone (Remember Me) per Coco
- 2019 - Candidatura - Miglior canzone (Into the Unknown) per Frozen II - Il segreto di Arandelle

Golden Globe
- 2013 - Migliore canzone originale (Let It Go) per Frozen - Il regno di ghiaccio
- 2017 - Migliore canzone originale (Remember Me) per Coco
- 2019 - Candidatura - Migliore canzone originale (Into the Unknown) per Frozen II - Il segreto di Arandelle

Grammy Award
- 2015 - Miglior raccolta di colonna sonora per arti visive per Frozen - Il regno di ghiaccio
- 2015 - Miglior canzone per arti visive (Let It Go) per Frozen - Il regno di ghiaccio
- 2019 - Candidatura - Miglior canzone per arti visive (Remember Me) per Coco
- 2021 - Candidatura - Miglior canzone per arti visive (Into The Unknown) per Frozen II - Il segreto di Arandelle

Premio Emmy
- 2015 - Candidatura - Miglior musiche e testi originali per il brano Kiss an Old Man, dall'episodio Celebrity Guest di The Comedians
- 2015 - Candidatura - Miglior musiche e testi originali per il brano Moving Pictures, dalla cerimonia dei Premi Oscar 2015

Tony Award
- 2004 - Miglior colonna sonora originale per Avenue Q
- 2011 - Miglior colonna sonora originale per The Book of Mormon
- 2011 - Miglior libretto di un musical per The Book of Mormon
- 2018 - Candidatura - Miglior colonna sonora originale per Frozen